# Capelleta de la Mare de Déu dels Dolors
La Capelleta de la Mare de Déu dels Dolors és una obra de la Ràpita (Montsià) inclosa a l'Inventari del Patrimoni Arquitectònic de Catalunya.

## Descripció
Tocant l'edifici veí, hi ha una fornícula, amb un arc de mig punt de fusta, pintada tota de verd i a l'altura del primer pis. La imatge és de fusta policromada i representa una verge dels dolors.

## Història
La imatge fou restituïda després de la guerra civil (1936-39).